# Гаттісбург (Міссісіпі)
Гаттісбург (англ. Hattiesburg) — місто (англ. city) в США, в округах Форрест і Ламар штату Міссісіпі. Населення — 48 730 осіб (2020).

## Географія
Гаттісбург розташований за координатами 31°18′26″ пн. ш. 89°19′3″ зх. д. / 31.30722° пн. ш. 89.31750° зх. д. (31.307296, -89.317412).  За даними Бюро перепису населення США в 2010 році місто мало площу 140,56 км², з яких 138,27 км² — суходіл та 2,30 км² — водойми.

### Клімат
| Клімат : Гаттісбург     | Клімат : Гаттісбург | Клімат : Гаттісбург | Клімат : Гаттісбург | Клімат : Гаттісбург | Клімат : Гаттісбург | Клімат : Гаттісбург | Клімат : Гаттісбург | Клімат : Гаттісбург | Клімат : Гаттісбург | Клімат : Гаттісбург | Клімат : Гаттісбург | Клімат : Гаттісбург | Клімат : Гаттісбург |
| Показник                | Січ.                | Лют.                | Бер.                | Квіт.               | Трав.               | Черв.               | Лип.                | Серп.               | Вер.                | Жовт.               | Лист.               | Груд.               | Рік                 |
| Абсолютний максимум, °C | 30,6                | 30,0                | 37,2                | 34,4                | 40,0                | 41,1                | 40,6                | 41,1                | 39,4                | 41,1                | 33,3                | 32,2                | 41,1                |
| Середній максимум, °C   | 14,7                | 17,5                | 21,1                | 24,8                | 28,6                | 31,5                | 32,7                | 32,7                | 30,5                | 25,7                | 20,8                | 15,9                | 24,7                |
| Середній мінімум, °C    | 3,1                 | 4,8                 | 8,7                 | 12,5                | 17,2                | 21,0                | 22,4                | 22,4                | 19,4                | 13,1                | 8,1                 | 4,2                 | 13,1                |
| Абсолютний мінімум, °C  | −15,6               | −18,3               | −8,3                | −1,7                | 3,3                 | 9,4                 | 12,8                | 12,8                | 4,4                 | −5                  | −7,8                | −15,6               | −18,3               |
| ----------------------- | ------------------- | ------------------- | ------------------- | ------------------- | ------------------- | ------------------- | ------------------- | ------------------- | ------------------- | ------------------- | ------------------- | ------------------- | ------------------- |
| Джерело:                |                     |                     |                     |                     |                     |                     |                     |                     |                     |                     |                     |                     |                     |

## Демографія
Згідно з переписом 2010 року, у місті мешкало 45 989 осіб у 18 501 домогосподарстві у складі 9464 родин. Густота населення становила 327 осіб/км².  Було 21381 помешкання (152/км²).
Расовий склад населення:
| - 53,0 % — чорних або афроамериканців - 41,9 % — білих - 0,9 % — азіатів - 0,2 % — корінних американців - 0,1 % — вихідців з тихоокеанських островів - 2,5 % — осіб інших рас |

До двох чи більше рас належало 1,4 %. Частка іспаномовних становила 4,3 % від усіх жителів.
За віковим діапазоном населення розподілялося таким чином: 21,1 % — особи молодші 18 років, 68,1 % — особи у віці 18—64 років, 10,8 % — особи у віці 65 років та старші. Медіана віку мешканця становила 27,8 року. На 100 осіб жіночої статі у місті припадало 90,0 чоловіків;  на 100 жінок у віці від 18 років та старших — 86,7 чоловіків також старших 18 років.
Середній дохід на одне домашнє господарство  становив 44 957 доларів США (медіана — 26 852), а середній дохід на одну сім'ю — 55 849 доларів (медіана — 36 221). Медіана доходів становила 29 576 доларів для чоловіків та 27 264 долари для жінок. За межею бідності перебувало 37,8 % осіб, у тому числі 49,7 % дітей у віці до 18 років та 16,7 % осіб у віці 65 років та старших.
Цивільне працевлаштоване населення становило 20 700 осіб. Основні галузі зайнятості: освіта, охорона здоров'я та соціальна допомога — 29,9 %, роздрібна торгівля — 16,2 %, мистецтво, розваги та відпочинок — 15,3 %.